# Gullakunte, Srinivaspur
Gullakunte là một làng thuộc tehsil Srinivaspur, huyện Kolar, bang Karnataka, Ấn Độ.